# Szybowcowy Zakład Doświadczalny

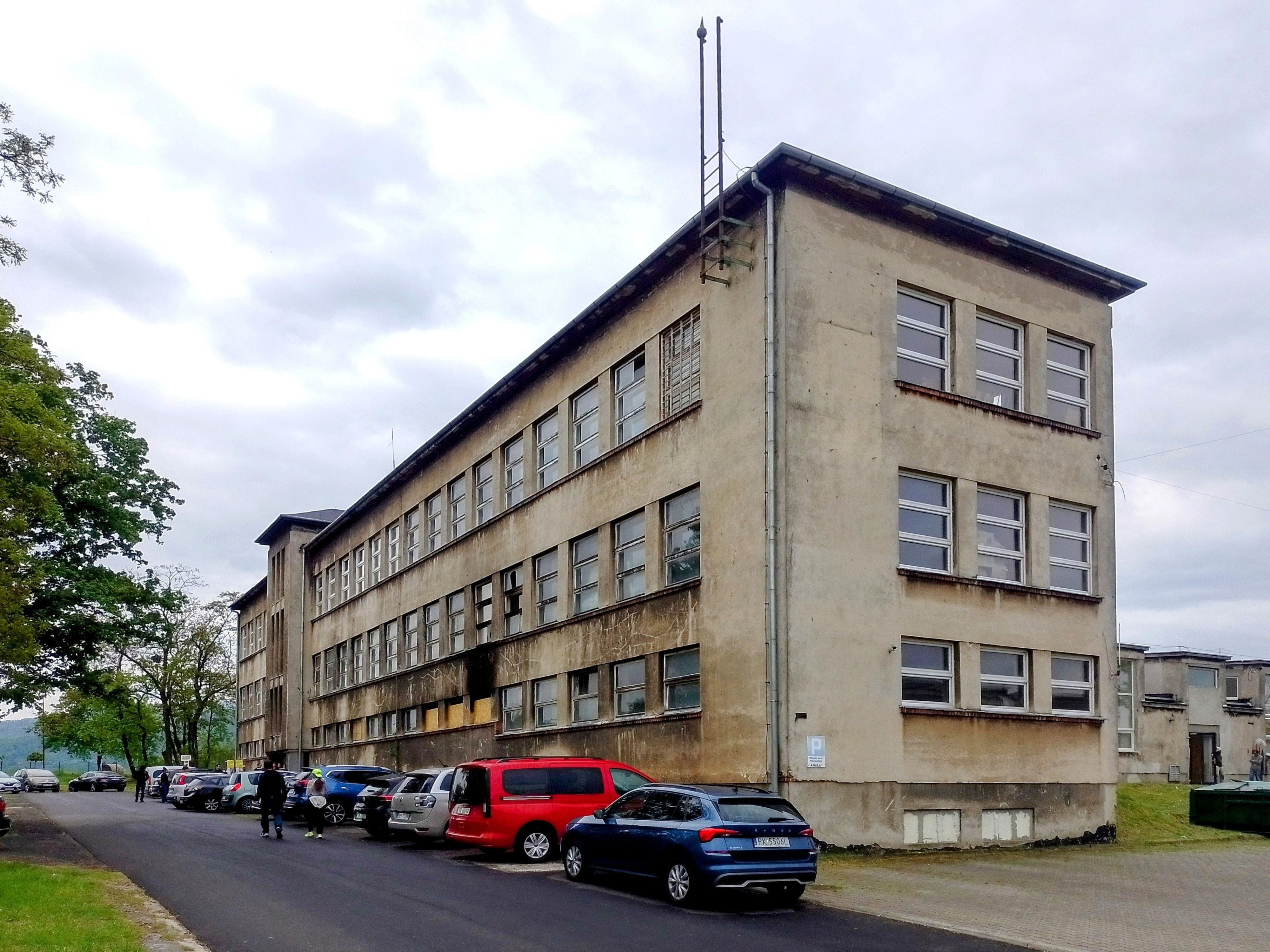
Biurowiec SZD

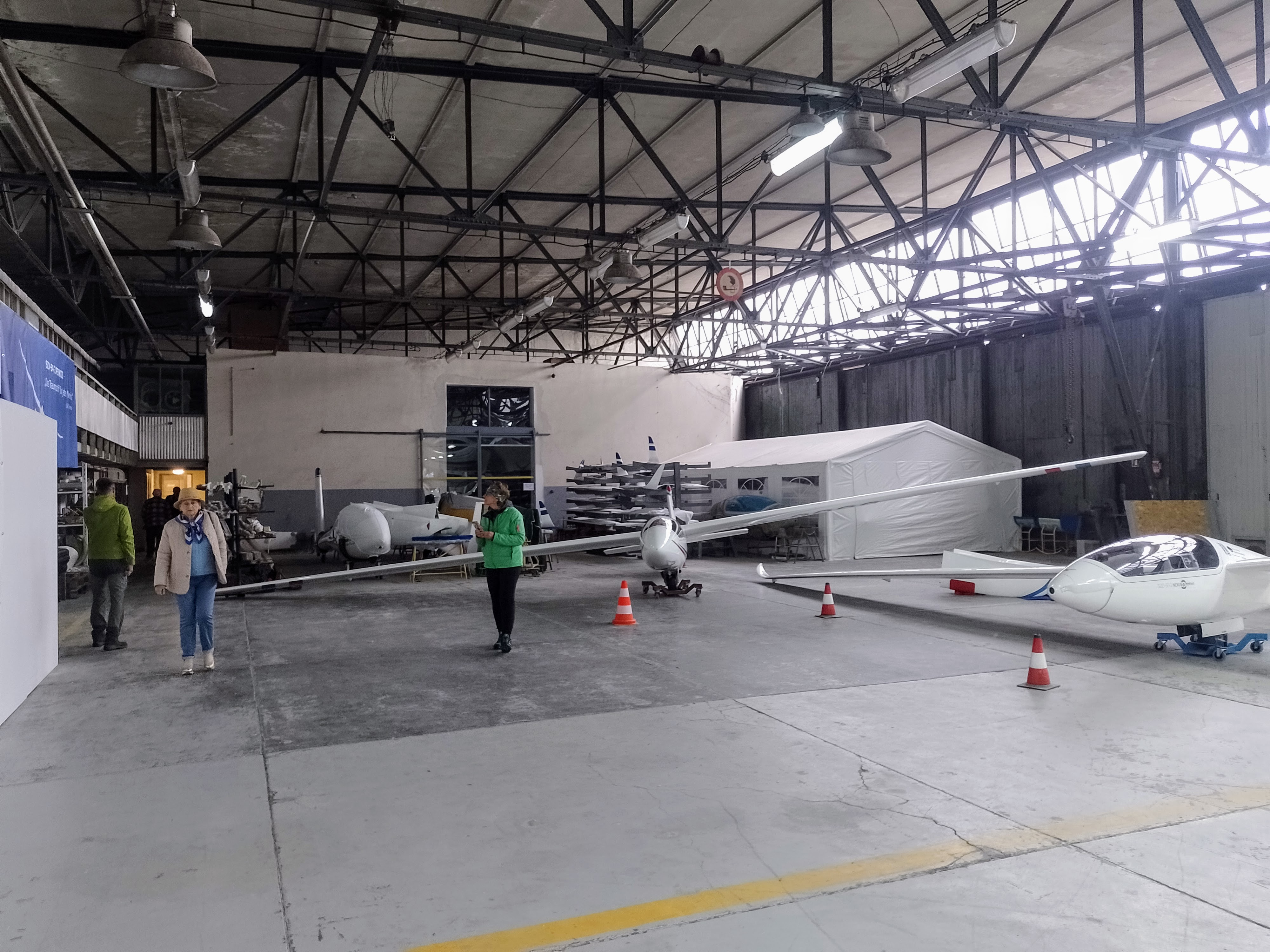
Hangar, w głębi model SZD-59 Acro, po prawej – SZD-55 Promyk

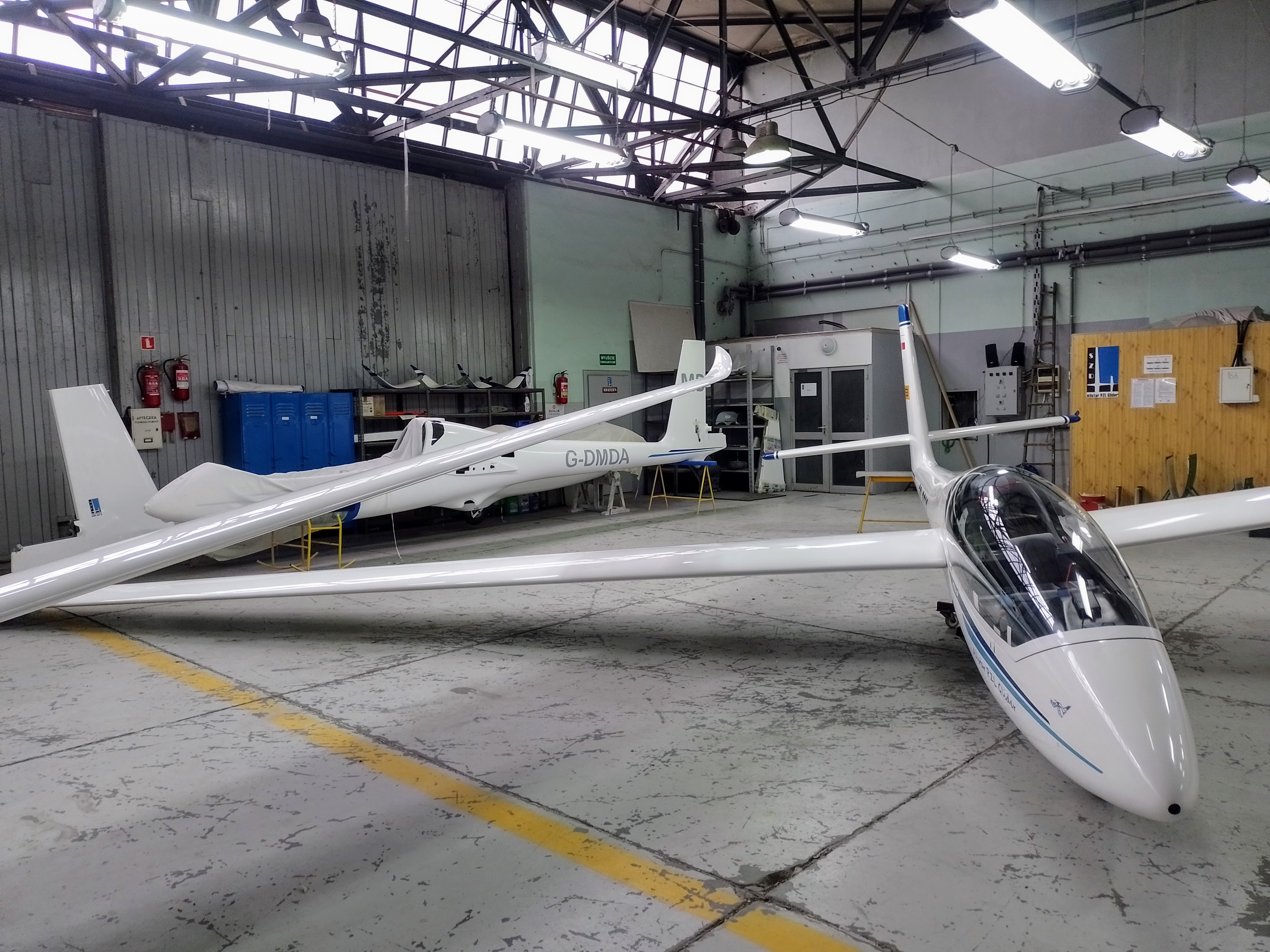
SZD-54 Perkoz w hangarze

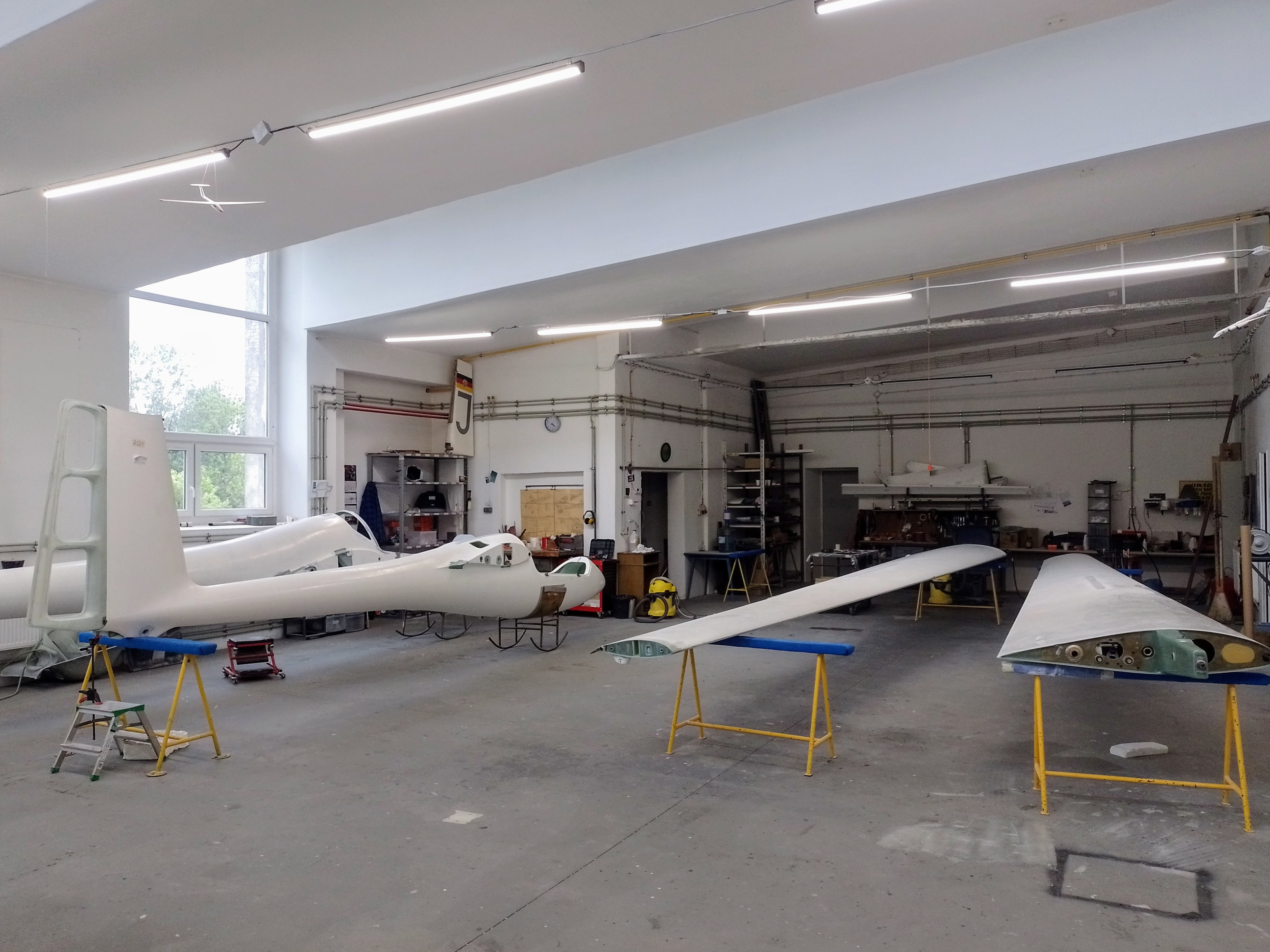
Hala produkcyjna (maj 2025)

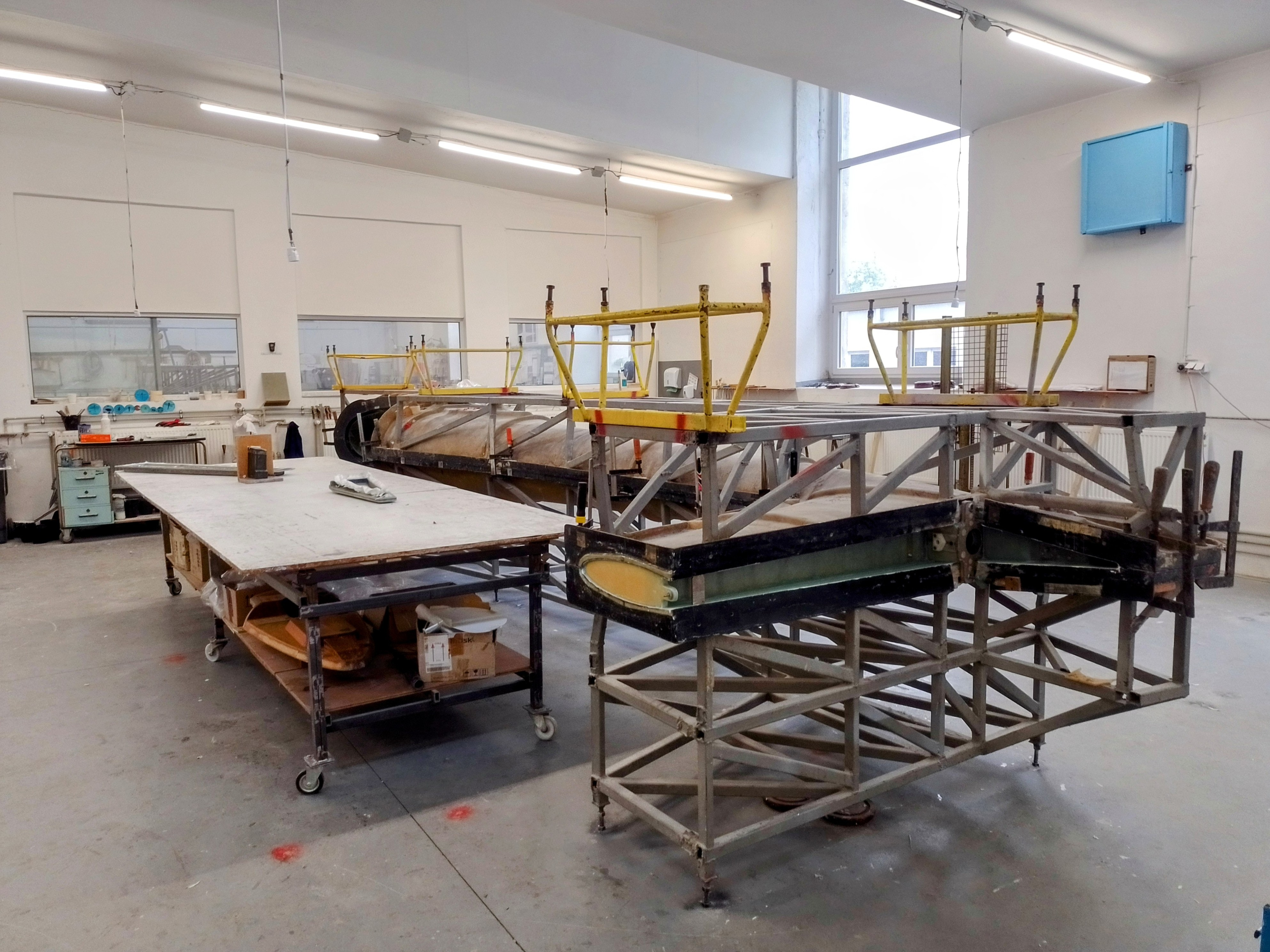
Hala produkcyjna (maj 2025)

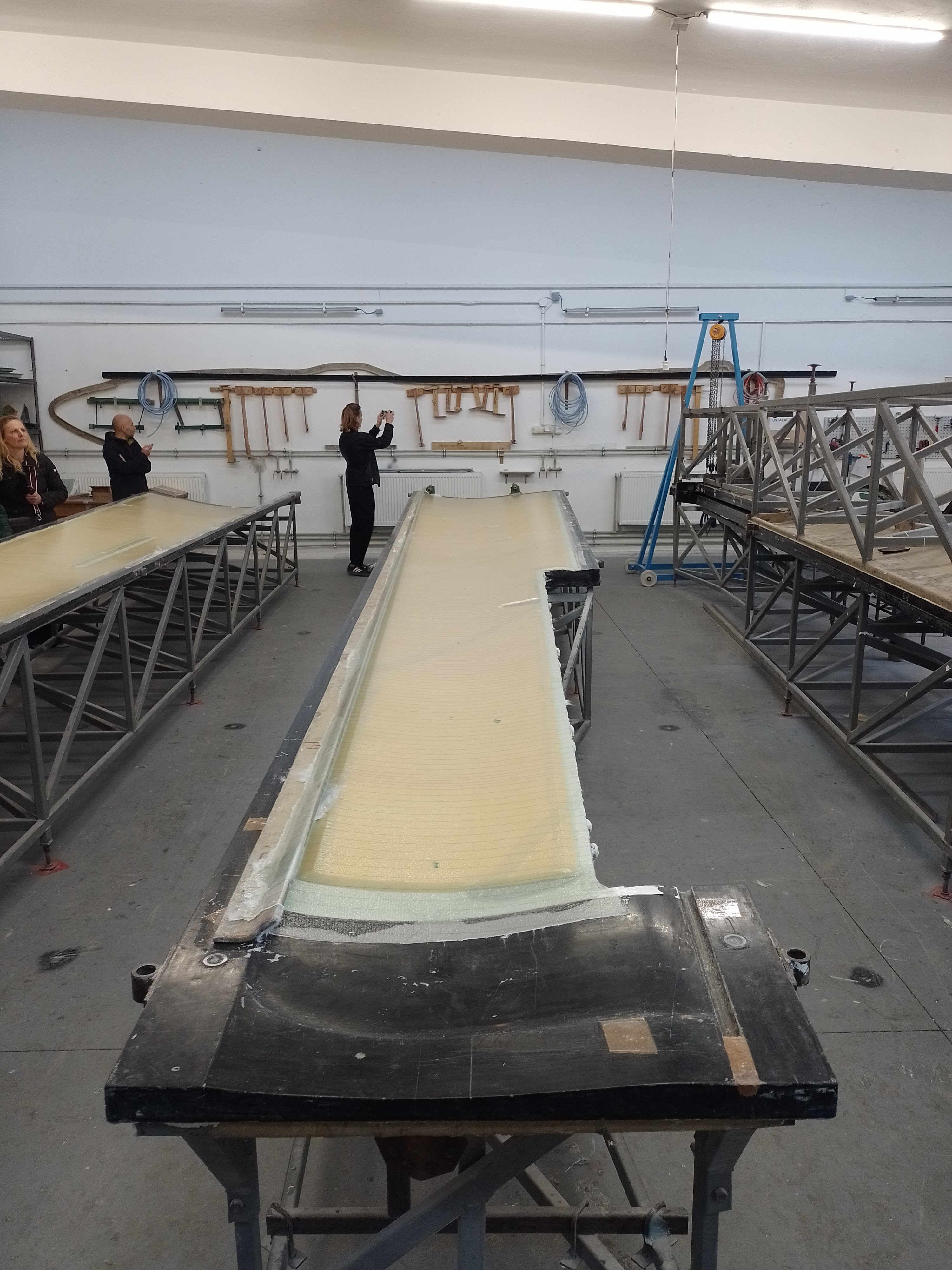
Hala produkcyjna (maj 2025)

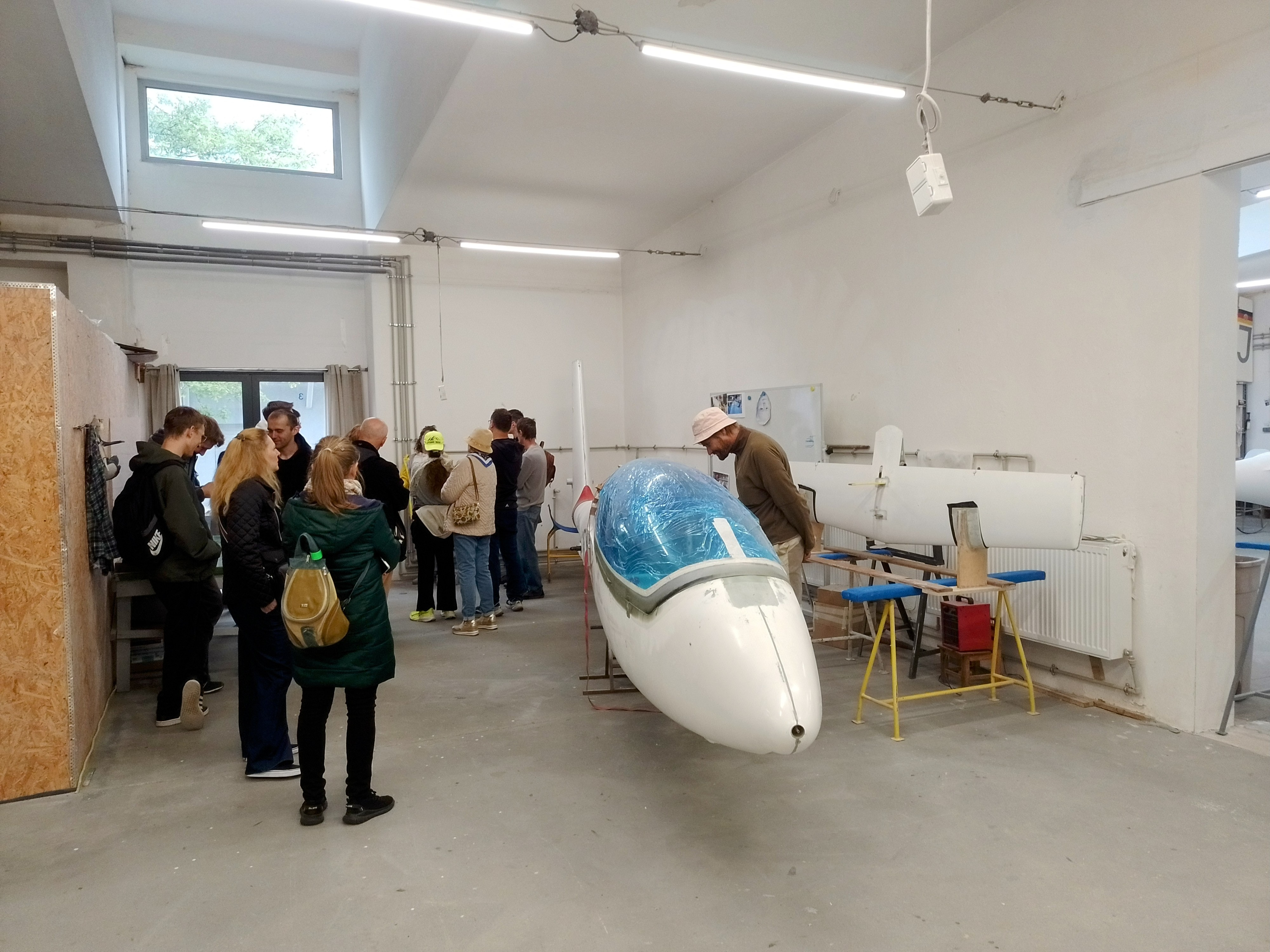
Hala produkcyjna (maj 2025)

Szybowcowy Zakład Doświadczalny (SZD) – biuro konstrukcyjne i wytwórnia szybowców będąca centrum polskiego przemysłu szybowcowego po II wojnie światowej z siedzibą w Bielsku-Białej. W swojej historii przeszedł wiele zmian organizacyjnych i nazw.

## Historia

### Instytut Szybownictwa
Po zakończeniu działań wojennych, w marcu 1945 roku, grupa harcerzy kierowana przez Tadeusza Puchajdę przystąpiła do zabezpieczania sprzętu lotniczego pozostawionego przez niemieckie lotnictwo. W 1945 roku uruchomiono w Bielsku-Białej Okręgowe Warsztaty Szybowcowe, a 1 kwietnia 1945 roku powstał Centralny Harcerski Ośrodek Szybowcowy, który w maju 1945 roku został oficjalnie uznany przez Ministerstwo Komunikacji. Podporządkowano mu całą działalność szybowcową na terenie Śląska. Jego zadaniem było prowadzenie szkół szybowcowych na górze Żar i w Goleszowie. W listopadzie 1945 roku w Jeżowie Sudeckim odbyła się Pierwsza Ogólnopolska Konferencja Szybowcowa poświęcona opracowaniu kierunków rozwoju szybownictwa w Polsce. Podczas tej konferencji inż. Rudolf Weigl wysunął propozycję stworzenia ośrodka badawczego poświęconemu szybownictwu. Centralny Harcerski Ośrodek Szybowcowy został przemianowany na Ośrodek Organizacji Szybownictwa, który miał objąć swą działalnością obszar całej Polski.
25 stycznia 1946 roku Minister Komunikacji, na bazie istniejącej infrastruktury, powołał do życia Instytut Szybownictwa (IS) z siedzibą w Bielsku przy ulicy 3 maja. W skład Instytutu weszły: Ośrodek Szkolny Szybownictwa w Goleszowie, Szkoła Szybowcowa na górze Żar, Lotnisko Doświadczalne w Aleksandrowicach, Warsztaty Doświadczalno-Naprawcze w Białej Krakowskiej i Modelarnia Lotnicza w Białej. IS miał kontynuować przedwojenną działalność Instytutu Techniki Szybownictwa i Motoszybownictwa we Lwowie oraz doprowadzić do powstania projektowanej przez Departament Lotnictwa Cywilnego Centralnej Szkoły Szybowcowej w Bielsku. Instytut miał filie we Wrocławiu i Jeżowie Sudeckim. Tworzeniem Instytutu zajął się Włodzimierz Humen, który od stycznia do kwietnia 1946 roku zajmował się sprawami organizacyjnymi. Początkowo Instytut borykał się z problemami lokalowymi, na pracownie konstruktorów zaadaptowano mieszkania prywatne.
1 maja zostało powołane pierwsze kierownictwo IS i ustalono jego strukturę, którą stanowiły dwa Wydziały: Wyszkolenia i Techniczny oraz Warsztaty Doświadczalno-Naprawcze. Pierwszym kierownikiem Instytutu został inż. Rudolf Weigl, kierownikiem Wydziału Wyszkolenia Włodzimierz Humen, kierownikiem Wydziału Technicznego Franciszek Kotowski a kierownikiem Warsztatów Doświadczalno-Naprawczych Władysław Janica. Kierownikiem szkoły na Żarze został Piotr Mynarski, student Politechniki Lwowskiej, rekordzista Polski, kierownik Szkoły Szybowcowej w Bezmiechowej do 1939 roku. Kierownikiem Szkoły Szybowcowej w Goleszowie został Franciszek Kępka. Zadaniem Instytutu było prowadzenie prac doświadczalnych z zakresu szybownictwa i motoszybownictwa, włącznie z produkcją seryjną i remontami opracowanych konstrukcji. W Instytucie miano też prowadzić prace badawcze w zakresie osprzętu i wyposażenia oraz prace szkoleniowe.
W okresie od 1 do 30 maja 1946 roku Instytut zorganizował, na polecenie Departamentu Lotnictwa Cywilnego, unifikacyjny kurs instruktorów szybowcowych, podczas którego przeszkolono 67 pilotów (z 77 zgłoszonych). Organizatorem kursu był Włodzimierz Humen, a jego kierownikiem Piotr Mynarski. Na przełomie lipca i sierpnia IS zorganizował dwutygodniowy kurs treningowo-wyczynowy, który odbył się w Goleszowie, na Żarze i w Aleksandrowicach. Z inicjatywy IS w Technikum Mechaniczno-Elektrycznym w Bielsku-Białej utworzono wydział lotniczy, a w Akademii Górniczo-Hutniczej w Krakowie zorganizowano na Wydziale Komunikacji sekcję lotniczą. Absolwenci tych szkół stanowili w późniejszym czasie stałe źródło kadry technicznej dla zakładów w Bielsku-Białej.
Przy znacznym wkładzie organizacyjnym IS odbyły się w sierpniu 1946 roku na lotnisku w Aleksandrowicach pierwsze po wojnie Krajowe Zawody Samolotowe. W październiku tegoż roku IS urządził na lotnisku pierwszą wyprawę doświadczalną celem zapoznania się ze zjawiskami fal wymuszonych przez teren górski i ruchami falowymi powietrza. W tej wyprawie między innymi wzięła udział Wanda Modlibowska, która w latach 1946–1948 pracowała jako pilot doświadczalny w Instytucie Szybownictwa, będąc jednocześnie instruktorem w Aeroklubie Bielsko-Bialskim.
Zespół konstrukcyjny IS przystąpił do realizacji programu opracowanego przez Rudolfa Weigla odbudowy od podstaw polskiego zaplecza szybowcowego. Nastąpiły obloty rekonstrukcji polskich szybowców przedwojennych Salamandra i Komar, powstały nowe konstrukcje: Sęp, Mucha, ABC, Jastrząb i Nietoperz, których twórcami byli lwowiacy Józef Niespał, Władysław Nowakowski, Franciszek Kotowski, Rudolf Matz, Roman Zatwarnicki, Marian Gracz i Marian Wasilewski.
W ramach szkolenia krajowej kadry instruktorskiej Instytut zorganizował w dniach 3-28 lutego 1947 roku Wyższy Teoretyczny Kurs Instruktorów Szybowcowych w Bielsku, a od 2 do 31 maja kurs praktyczny w Goleszowie. Szybowiec IS-1 Sęp już w sierpniu 1947 roku z pilotem Adamem Zientkiem zadebiutował w międzynarodowych zawodach szybowcowych w Szwajcarii, stanowiąc rewelację, ponieważ był jedyną nowo powstałą po wojnie konstrukcją szybowcową w Europie. Tym sukcesem Instytut Szybownictwa ugruntował swą pozycję faktycznego organizatora odradzającego się w Polsce sportu szybowcowego.
W czerwcu 1948 roku Instytut współorganizował pierwsze po II wojnie światowej (VII) Krajowe Zawody Szybowcowe na górze Żar. Na przełomie sierpnia i września piloci IS zorganizowali, z użyciem szybowca IS-1 Sęp, tatrzańską wyprawę halniakową, podczas której badali zjawisko fali. Doświadczenia z tych lotów zostały wykorzystane w październiku, kiedy to Adam Zientek i Tadeusz Góra wykonali udane nocne loty falowe po starcie z szybowiska na górze Żar.
W Instytucie Szybownictwa wyremontowano kilkanaście samolotów, w tym Heinkel He-72 Kadett oraz zakupione z demobilu samoloty Piper L-4 Cub. Udało się również wyremontować kilka polskich przedwojennych szybowców, które przetrwały okupację: Orlik, WWS-2 Żaba i Wrona. Wyremontowano również wiele niemieckich szybowców, które wykorzystano do celów porównawczych i szkoleniowych.
We wrześniu 1948 roku kierownikiem Instytutu został Władysław Nowakowski, który kierował zakładem przez niemal 30 lat. W tym samym okresie inżynierowie Rudolf Weigl i Władysław Janica dokonali reorganizacji warsztatów IS.

### Szybowcowy Zakład Doświadczalny
5 października 1948 roku Instytut Szybownictwa został przemianowany na Szybowcowy Zakład Doświadczalny (SZD). W dniach 13 listopada-15 grudnia 1948 roku odbyła się druga wyprawa szybowcowa SZD. Grupa pilotów, pod kierownictwem Adama Zientka, badała właściwości fali w okolicach Śnieżki.
Pracownicy Zakładu mieli na swym koncie liczne opracowania artykułów technicznych i wydań książkowych. W latach 40. Dział Wyszkolenia IS pod kierunkiem mgr Włodzimierza Humena był faktycznym organizatorem działalności szkoleniowo-sportowej szybownictwa w Polsce. Później szkolenie i sport lotniczy przejęły ogólnopolskie organizacje młodzieżowe. Inicjatywą SZD było powołanie w Bielsku w 1948 roku Technikum Mechaniczno-Lotniczego, kuźni kadr fachowców lotnictwa dla kraju. W październiku tego samego roku została powołana Centralna Szkoła Instruktorów Szybowcowych w Bielsku, w której w większości wykładowcami byli pracownicy SZD.
Początkowo SZD był podporządkowany Ministerstwu Komunikacji, ale po reorganizacji lotnictwa sportowego w Polsce przeprowadzonej w 1951 roku został podporządkowany Lidze Lotniczej i wszedł w skład Zarządu Zakładów Remontowych Lotnictwa Sportowego. W 1952 roku, po utworzeniu Ministerstwa Transportu Drogowego i Lotniczego, Zakład stał się zapleczem konstrukcyjno rozwojowym Zarządu Zakładów Sprzętu Lotnictwa Sportowego. W 1957 roku został, wraz z tym Zarządem, przekazany Ministerstwu Przemysłu Maszynowego i włączony do Centralnego Zarządu Przemysłu Sprzętu Komunikacyjnego (przemianowanego w późniejszym okresie na Zjednoczenie Przemysłu Lotniczego).
W 1952 roku Zakład zmienił profil z prototypowo-remontowego na prototypowo-seryjny. Opracowywano w nim nowe konstrukcje oraz produkowano krótkie serie informacyjne szybowców. Następnie dokumentacja była przekazywana do Zakładów Szybowcowych w Jeżowie, Wrocławiu i Krośnie. Pionierskie prace prowadzone w SZD zostały docenione i w tym samym roku Rada Państwa przyznała nagrodę państwową z dziedziny postępu technologicznego zespołowi, w skład którego wchodzili Irena Kaniewska, Tadeusz Kostia, Józef Niespał, Władysław Nowakowski oraz Justyn Sandauer. Poprawiła się również sytuacja lokalowa, części zakładu dotychczas rozrzucone po całym mieście, zostały zlokalizowane w nowo wybudowanych budynkach na lotnisku Aleksandrowice.
Prace prowadzone w SZD były ściśle związane z rozwojem polskiego szybownictwa. Na początku lat pięćdziesiątych odchodzono od szkolenia z użyciem szybowców jednomiejscowych na rzecz metody dwumiejscowej. W związku z tym w SZD przystąpiono do prac w tym kierunku. Opracowano od podstaw dokumentację niemieckiego szybowca DFS Kranich II, który został wdrożony do produkcji jako IS-C Żuraw. Siłami konstruktorów SZD stworzono też nowe konstrukcje dostosowane do potrzeb szkoleniowych: SZD-9 Bocian i SZD-10 Czapla. Na potrzeby uprawiania wyczynowego szybownictwa zostały opracowane takie konstrukcje jak SZD-8 Jaskółka i SZD-12 Mucha 100. Te konstrukcje trafiły do produkcji seryjnej i przez wiele lat stanowiły podstawowe wyposażenie aeroklubów oraz były sprzedawane odbiorcom zagranicznym. SZD prowadził też prace badawcze, w ich trakcie testowano nietypowe układy. W latach 1949–1954 powstały takie nietypowe konstrukcje jak: IS-5 Kaczka (szybowiec w układzie kaczki), bezogonowe SZD-6 Nietoperz i SZD-20 Wampir 2 czy SZD-14 Jaskółka M z usterzeniem motylkowym. W układzie tradycyjnym opracowano następujące konstrukcje doświadczalne: SZD-7 Osa, SZD-11 Albatros, SZD-16 Gil. Konstruktorzy SZD zaprojektowali i nadzorowali budowę tunelu aerodynamicznego oraz urządzeń pomocniczych szybownictwa tj. wozy transportowe, wózki startowe czy beczkowozy.
Od 1955 roku kadra naukowa SZD uczestniczyła w organizacji szybownictwa w Chińskiej Republice Ludowej. Do Chin wyjechał jedenastoosobowy zespół, którego zadaniem było stworzenie ośrodka szkolenia pilotów i instruktorów szybowcowych oraz budowa zakładów produkujących szybowce. Stronie chińskiej przekazano pomoce naukowe (model tunelu aerodynamicznego, pomoce na temat termiki) oraz szybowce IS-A Salamandra, IS-2 Mucha, IS-3 ABC, SZD-8 Jaskółka i SZD-9 Bocian. Ponadto do Chin trafiły wyciągarki i ściągarki szybowcowe produkcji SZD. Pracownicy SZD, biorący udział w kontaktach polsko-chińskich, zostali odznaczeni wysokimi odznaczeniami państwowymi ChRL.
Włączenie SZD w 1957 roku do Centralnego Zarządu Przemysłu Sprzętu Komunikacyjnego zapoczątkowało jego rozwój. Uległ zmianie profil prac prowadzonych w SZD – skupiono się na prowadzeniu prac konstrukcyjno-badawczych i doświadczalnych. Zakład został rozbudowany i doposażony pod względem technicznym. Na jego strukturę składały się Szybowcowy Zakład Doświadczalny w Bielsku-Białej, Zakłady Sprzętu Lotnictwa Sportowego nr 2 w Jeżowie Sudeckim, Zakłady Sprzętu Lotnictwa Sportowego nr 3 w Poznaniu, Zakłady Sprzętu Lotnictwa Sportowego nr 4 we Wrocławiu oraz Zakłady Sprzętu Lotnictwa Sportowego nr 5 w Krośnie.
Szybowcowe Mistrzostwa Świata w 1958 roku w Lesznie umożliwiły konstruktorom SZD kontakt z technologiami szybowców zachodnich i wykazały konieczność opracowania nowych konstrukcji. Prowadzono prace nad odejściem od konstrukcji drewnianych na rzecz metalowych. W efekcie prowadzonych prac powstały szybowce SZD-16 Gil oraz SZD-25 Lis, który wyprodukowano w krótkiej serii. Na potrzeby polskiej kadry szybowcowej powstał szybowiec klasy otwartej SZD-19 Zefir będący pierwszą na świecie konstrukcją z leżącą pozycją pilota. Dla klasy standard stworzono szybowiec SZD-24 Foka. Szybowce Zefir i Foka wzięły udział w szybowcowych mistrzostwach świata w Kolonii w 1960 roku i stały się rewelacją tych mistrzostw. Szybowce Zefir zaprezentowano również z doskonałym skutkiem podczas mistrzostw świata w Junínw Argentynie w 1963 roku. Konstrukcje tworzone w tym okresie w Zakładzie charakteryzowały się dążeniem do minimalizacji oporów szkodliwych co starano się uzyskać poprzez użycie profili laminarnych.

### Zakłady Szybowcowe Delta-Bielsko

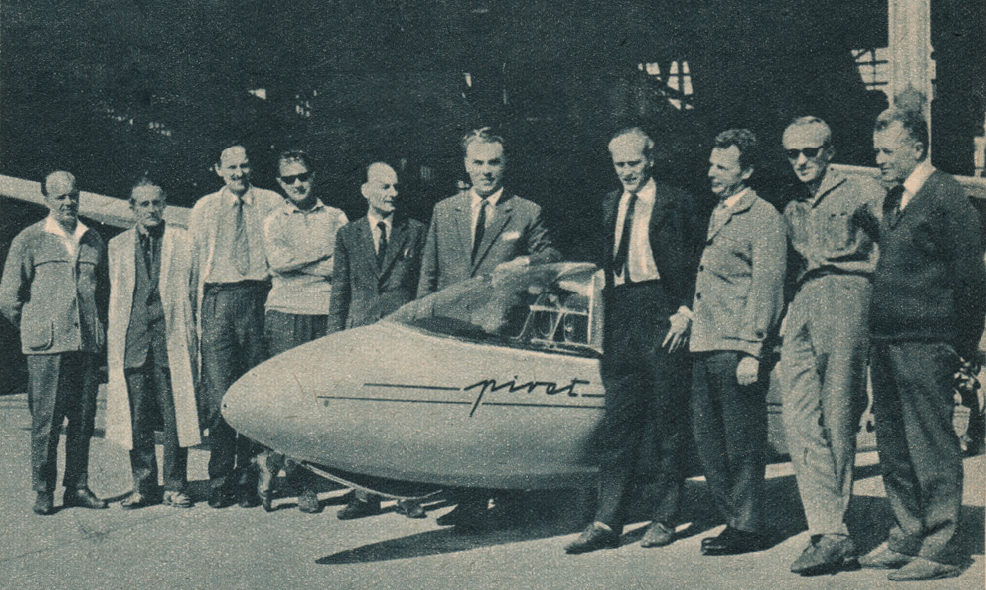
Konstruktorzy SZD w 1966 r. Od lewej: Władysław Okarmus, Marian Gracz, Jan Dyrek, Jerzy Śmielkiewicz, Józef Niespał, Władysław Nowakowski (Dyrektor ZSLS), Zbigniew Badura, Jerzy Trzeciak, Bogumił Szuba oraz Roman Zatwarnicki

W lipcu 1963 roku zakład przeszedł kolejną transformację wynikającą po części z reorganizacji Zakładów Sprzętu Lotnictwa Sportowego. Dyrekcja ZSLS została przeniesiona do Bielska, zakłady zamiejscowe ZSLS nr 2 w Jeżowie i ZSLS nr 4 we Wrocławiu stały się zamiejscowymi filiami na prawach Wydziałów Dyrekcji.
W 1964 roku, za zasługi w rozwoju szybownictwa, zakład został uhonorowany Dyplomem P. Tissandiera FAI. Było to pierwsze przyznanie tego rodzaju dyplomu w Polsce. Zespół inżynierów SZD prowadził prace mające na celu opracowanie konstrukcji mających zastąpić dotychczas używane szybowce. W 1964 roku ukończono projekt szybowca akrobacyjnego SZD-30 Pirat, w którym zastosowano nowatorskie technologie laminatowe. W dalszym ciągu prowadzono prace związane z konstrukcjami metalowymi, które doprowadziły do opracowania i oblatania szybowca SZD-27 Kormoran. Problemy technologiczne doprowadziły do zaniechania kontynuacji prac z konstrukcjami metalowymi, Kormoran pozostał konstrukcją jedynie prototypową. Prace nad szybowcami wyczynowymi doprowadziły do rozwoju rodziny Zefira i stworzenia SZD-29 Zefir 3 oraz SZD-31 Zefir 4. Te szybowce, o konstrukcji mieszanej, nie zostały wdrożone do produkcji seryjnej. Doświadczenia wynikające ze startu polskich szybowników w XI Szybowcowych Mistrzostwach Świata w Lesznie w 1968 roku wykazały, że konieczna jest gruntowna zmiana technologiczna w konstrukcjach opracowywanych w Bielsku.
W maju 1969 roku nastąpiło kolejne przekształcenie Zakładu, powołano Zakład Doświadczalny Rozwoju i Budowy Szybowców. Uległ rozbudowie, wybudowano nową halę produkcyjną i budynek administracyjny. W tym okresie konstruktorzy mieli już pełną świadomość, że naszedł kres wyczynowych konstrukcji drewnianych i konieczne jest opracowanie szybowców wyłącznie w technologiach laminatowych.
W tym okresie powstały w zakładzie ostatnie szybowce wyczynowe o konstrukcji drewnianej: SZD-36 Cobra 15 i SZD-39 Cobra 17 oraz pierwszy o konstrukcji laminatowo-drewnianej SZD-43 Orion. W 1970 roku na Szybowcowych Mistrzostwa Świata w Marfie na szybowcach „Cobra” Jan Wróblewski i Franciszek Kępka zajęli drugie i trzecie miejsce. W 1972 roku na „Orionach” na mistrzostwach w miejscowości Vršac w Jugosławii Jan Wróblewski zdobył tytuł mistrza świata, a Franciszek Kępka zajął trzecie miejsce. W styczniu 1972 r. Zakład Doświadczalny Rozwoju i Budowy Szybowców został przemianowany na Ośrodek Badawczo-Rozwojowy Szybownictwa.
Zakład, w późniejszym okresie swego funkcjonowania, przechodził kolejne przekształcenia:

### Przedsiębiorstwo Doświadczalno-Produkcyjne Szybownictwa PZL Bielsko (PDPSz PZL-Bielsko)
W 1975 r. nastąpiło połączenie wszystkich jednostek działających na terenie zakładu i powołano do funkcjonowania Przedsiębiorstwo Doświadczalno-Produkcyjne Szybownictwa PZL Bielsko (PDPSz PZL-Bielsko). Rozpoczęto produkcję szybowców wykonanych z kompozytów, pierwszą tego typu konstrukcją był SZD-37 Jantar.
7 maja 1999 roku sąd ogłosił upadłość PDPSz PZL-Bielsko. Majątek został wykupiony przez niemiecką spółkę Allstar Leasing sp. z o.o. i wydzierżawiony firmom Allstar PZL Glider i Solaris Aviation, które wznowiły produkcję lotniczą.

## Szybowce opracowane i wyprodukowane w SZD
| Lp | Nazwa                      | Typ                         | Konstruktor                                      | Data oblotu             | Pilot oblatywacz                | Nr rej. prototypu | Egzemplarze | Zdjęcie |
| -- | -------------------------- | --------------------------- | ------------------------------------------------ | ----------------------- | ------------------------------- | ----------------- | ----------- | ------- |
| 1  | IS-A Salamandra            | szkolno-treningowy          | Wacław Czerwiński                                | 12 października 1946    | Piotr Mynarski                  | SP-320            | 264         |         |
| 2  | IS-B Komar                 | szkolno-treningowy          | Marian Wasilewski                                | 16 stycznia 1949 r.     | Piotr Mynarski                  | SP-732            | 25          |         |
| 3  | IS-C Żuraw                 | szkolno-wyczynowy           | Józef Niespał, Andrzej Kokot                     | 22 kwietnia 1952 r.     | Adam Zientek                    | -                 | 51          |         |
| 4  | IS-1 Sęp                   | wyczynowy                   | Władysław Nowakowski, Józef Niespał              | 2 czerwca 1947 r.       | Piotr Mynarski                  | SP-443            | 6           |         |
| 5  | IS-2 Mucha                 | szkolno-wyczynowy           | Franciszek Kotowski, Irena Kaniewska             | 24 kwietnia 1948 r.     | Piotr Mynarski                  | SP-561            | 136         |         |
| 6  | IS-3 ABC                   | szkolny                     | Rudolf Matz, Roman Zatwarnicki                   | 31 grudnia 1947 r.      | Piotr Mynarski                  | SP-462            | 276         |         |
| 7  | IS-4 Jastrząb              | akrobacyjny                 | Józef Niespał                                    | 21 grudnia 1949 r.      | Piotr Mynarski                  | SP-999            | 37          |         |
| 8  | IS-5 Kaczka                | doświadczalny               | Tadeusz Kostia, Irena Kaniewska                  | 29 marca 1949 r.        | Piotr Mynarski                  | SP-821            | 1           |         |
| 9  | SZD-6 Nietoperz            | doświadczalny               | Władysław Nowakowski, Justyn Sandauer            | 12 stycznia 1951 r.     | Adam Zientek                    | SP-1220           | 1           |         |
| 10 | SZD-7 Osa                  | doświadczalny               | Tadeusz Kostia, Irena Kaniewska                  | 16 sierpnia 1950 r.     | Adam Zientek                    | SP-1047           | 1           |         |
| 11 | SZD-8 Jaskółka             | wyczynowy                   | Justyn Sandauer, Adam Skarbiński                 | 21 września 1951 r.     | Adam Zientek                    | SP-1222           | 135         |         |
| 12 | SZD-9 Bocian               | szkolno-wyczynowy           | Roman Zatwarnicki, Justyn Sandauer               | 10 marca 1952 r.        | Adam Zientek                    | SP-1217           | 615         |         |
| 13 | SZD-10 Czapla              | szkolny                     | Roman Zatwarnicki, Irena Kaniewska, Marian Gracz | 23 listopada 1953 r.    | Adam Zientek                    | SP-1349           | 157         |         |
| 14 | SZD-11 Albatros            | doświadczalny               | Justyn Sandauer, Józef Niespał                   | 14 września 1954 r.     | Tadeusz Góra                    | SP-1600           | 1           |         |
| 15 | SZD-12 Mucha 100           | szkolno-wyczynowy           | Władysław Okarmus, Zbigniew Badura, Jan Dyrek    | 15 grudnia 1952 r.      | Adam Zientek                    | SP-1400           | 290         |         |
| 16 | SZD-13 Wampir              | doświadczalny (projekt)     | Irena Kaniewska                                  | -                       | -                               | -                 | 0           | -       |
| 17 | SZD-14 Jaskółka M          | doświadczalny               | Władysław Okarmus                                | 23 lipca 1954 r.        | Adam Dziurzyński                | SP-1223           | 1           |         |
| 18 | SZD-15 Sroka               | szkolno-treningowy          | Zbigniew Badura                                  | 25 lutego 1956 r.       | Stanisław Skrzydlewski          | SP-1598           | 2           |         |
| 19 | SZD-16 Gil                 | doświadczalny               | Zbigniew Badura                                  | 20 października 1958 r. | Adam Zientek                    | SP-1880           | 1           |         |
| 20 | SZD-17 Jaskółka L          | wyczynowy                   | Jan Dyrek, Tadeusz Kostia                        | 9 marca 1954 r.         | Adam Zientek                    | SP-1504           | 4           |         |
| 21 | SZD-18 Czajka              | szkolny                     | Władysław Okarmus                                | 30 listopada 1956       | Adam Zientek                    | SP-1640           | 1           |         |
| 23 | SZD-19 Zefir               | wyczynowy                   | Bogumił Szuba                                    | 31 grudnia 1958 r.      | Stanisław Skrzydlewski          | SP-1841           | 23          |         |
| 24 | SZD-20 Wampir 2            | doświadczalny               | Jan Dyrek                                        | 9 września 1959 r.      | Adam Zientek                    | SP-2036           | 1           |         |
| 25 | SZD-21 Kobuz               | akrobacyjny                 | Jerzy Trzeciak, Marian Gracz                     | 3 czerwca 1961 r.       | Stanisław Skrzydlewski          | SP-1990           | 32          |         |
| 26 | SZD-22 Mucha Standard      | wyczynowy                   | Władysław Nowakowski                             | 10 lutego 1958 r.       | Adam Zientek                    | SP-1748           | 288         |         |
| 27 | SZD-23 Bocian 2            | szkolno-wyczynowy (projekt) | Władysław Okarmus                                | -                       | -                               | -                 | 0           | -       |
| 28 | SZD-24 Foka                | wyczynowy                   | Władysław Okarmus                                | 2 maja 1960 r.          | Adam Zientek                    | SP-2069           | 216         |         |
| 29 | SZD-25 Lis                 | treningowy                  | Zbigniew Badura                                  | 5 marca 1960 r.         | Stanisław Skrzydlewski          | SP-1621           | 30          |         |
| 30 | SZD-26 Wilk                | motoszybowiec (projekt)     | Borys Puzej, Bogumił Szuba                       | -                       | -                               | -                 | 0           | -       |
| 31 | SZD-27 Kormoran            | szkolno-treningowy          | Józef Niespał                                    | 2 stycznia 1965 r.      | Adam Zientek                    | SP-2463           | 2           |         |
| 32 | SZD-28                     | doświadczalny (projekt)     | Zbigniew Badura                                  | -                       | -                               | -                 | 0           | -       |
| 33 | SZD-29 Zefir 3             | wyczynowy                   | Bogumił Szuba                                    | 26 kwietnia 1965 r.     | Stanisław Skrzydlewski          | SP-2465           | 2           |         |
| 34 | SZD-30 Pirat               | wyczynowy                   | Jerzy Śmielkiewicz                               | 19 maja 1966 r.         | Adam Zientek                    | SP-2502           | 813         |         |
| 35 | SZD-31 Zefir 4             | wyczynowy                   | Bogumił Szuba                                    | 7 grudnia 1967 r.       | Adam Zientek                    | SP-2417           | 3           |         |
| 36 | SZD-32 Foka 5              | wyczynowy                   | Władysław Okarmus                                | 2 maja 1960 r.          | Adam Zientek                    | SP-2069           | 133         |         |
| 37 | SZD-33 Bocian 3            | szkolno-wyczynowy (projekt) | Tadeusz Łabuć                                    | -                       | -                               | -                 | 0           | -       |
| 37 | SZD-34 Bocian 3            | szkolno-wyczynowy (projekt) | Tadeusz Łabuć                                    | -                       | -                               | -                 | 0           | -       |
| 38 | SZD-35 Bekas               | szkolny                     | Józef Niespał                                    | 29 listopada 1970 r.    | Adam Zientek                    | SP-2443           | 3           |         |
| 39 | SZD-36 Cobra 15            | wyczynowy                   | Władysław Okarmus                                | 31 grudnia 1969 r.      | Adam Zientek                    | SP-2497           | 290         |         |
| 41 | SZD-37 Jantar              | wyczynowy                   | Adam Kurbiel                                     | 14 lutego 1972 r.       | Jerzy Śmielkiewicz              | SP-2636           | 2           |         |
| 42 | SZD-38 Jantar 1            | wyczynowy                   | Adam Kurbiel                                     | 1973 r.                 | Jerzy Śmielkiewicz Adam Zientek | -                 | 57          |         |
| 43 | SZD-39 Cobra 17            | wyczynowy                   | Władysław Okarmus                                | 17 marca 1970 r.        | Jerzy Śmielkiewicz              | SP-2539           | 2           |         |
| 44 | SZD-40 Halny               | doświadczalny               | Władysław Okarmus                                | 23 grudnia 1972 r.      | Zdzisław Bylok                  | SP-2645           | 1           |         |
| 45 | SZD-41 Jantar Standard     | wyczynowy                   | Władysław Okarmus                                | 3 października 1973 r.  | Adam Zientek                    | SP-2685           | 159         |         |
| 46 | SZD-42 Jantar 2            | wyczynowy                   | Adam Kurbiel                                     | 2 lutego 1976           | Zdzisław Bylok                  | -                 | 144         |         |
| 46 | SZD-43 Orion               | wyczynowy                   | Jerzy Śmielkiewicz, Tadeusz Łabuć, Jan Knapik    | 30 grudnia 1971 r.      | Adam Zientek                    | SP-2635           | 2           |         |
| 47 | SZD-44                     | wyczynowy (projekt)         | Adam Meus                                        | -                       | -                               | -                 | 0           | -       |
| 48 | SZD-45 Ogar                | motoszybowiec               | Tadeusz Łabuć                                    | 13 maja 1973 r.         | January Roman                   | SP-0001           | 66          |         |
| 49 | SZD-46 Ogar 2              | motoszybowiec (projekt)     | Tadeusz Łabuć                                    | -                       | -                               | -                 | 0           | -       |
| 50 | SZD-47                     | wyczynowy (projekt)         | Adam Meus                                        | -                       | -                               | -                 | 0           | -       |
| 51 | SZD-48 Jantar Standard 2/3 | wyczynowy                   | Władysław Okarmus                                | 10 grudnia 1977 r.      | January Roman                   | -                 | 634         |         |
| 52 | SZD-48M Brawo              | wyczynowy                   | Stanisław Zientek                                | 13 kwietnia 1985 r.     | January Roman                   | SP-3333           | 3           | -       |
| 53 | SZD-49 Jantar Standard K   | wyczynowy                   | Władysław Okarmus                                | 10 października 1978 r. | Adam Zientek                    | SP-2583           | 1           | -       |
| 54 | SZD-50 Puchacz             | szkolno-treningowy          | Adam Meus                                        | 21 grudnia 1976 r.      | Adam Zientek                    | SP-3067           | 300         |         |
| 55 | SZD-51 Junior              | szkolno-treningowy          | Stanisław Zientek                                | 31 grudnia 1980 r.      | January Roman                   | SP-3211           | 259         |         |
| 56 | SZD-52 Krokus              | wyczynowy                   | Adam Kurbiel                                     | 28 lutego 1981 r.       | Jerzy Śmielkiewicz              | SP-3214           | 8           | -       |
| 57 | SZD-53                     | wyczynowy (projekt)         | Adam Kurbiel                                     | -                       | -                               | -                 | 0           | -       |
| 58 | SZD-54 Perkoz              | szkolno-wyczynowy           | Adam Meus                                        | 8 maja 1991 r.          | Jerzy Śmielkiewicz              | -                 | -           |         |
| 59 | SZD-55 Promyk              | wyczynowy                   | Tadeusz Łabuć                                    | 15 sierpnia 1988 r.     | January Roman                   | SP-P501           | 121         |         |
| 60 | SZD-56 Diana               | wyczynowy                   | Bogumił Bereś                                    | 29 listopada 1990       | Jacek Żak                       | -                 | 4           |         |
| 61 | SZD-59 Acro                | wyczynowy                   | Jan Knapik                                       | 9 sierpnia 1991 r.      | January Roman                   | -                 | 40          |         |

Poza szybowcami skonstruowano w SZD również wyciągarki szybowcowe "Żubr" i "Tur", ściągarkę "Ryś" oraz uniwersalne przyczepy szybowcowe do transportu samochodowego, a także samochód amatorski Volkswagen SAM z laminatów.